# Plessage
« Plessis » redirige ici. Pour les autres significations, voir Plessis (homonymie).

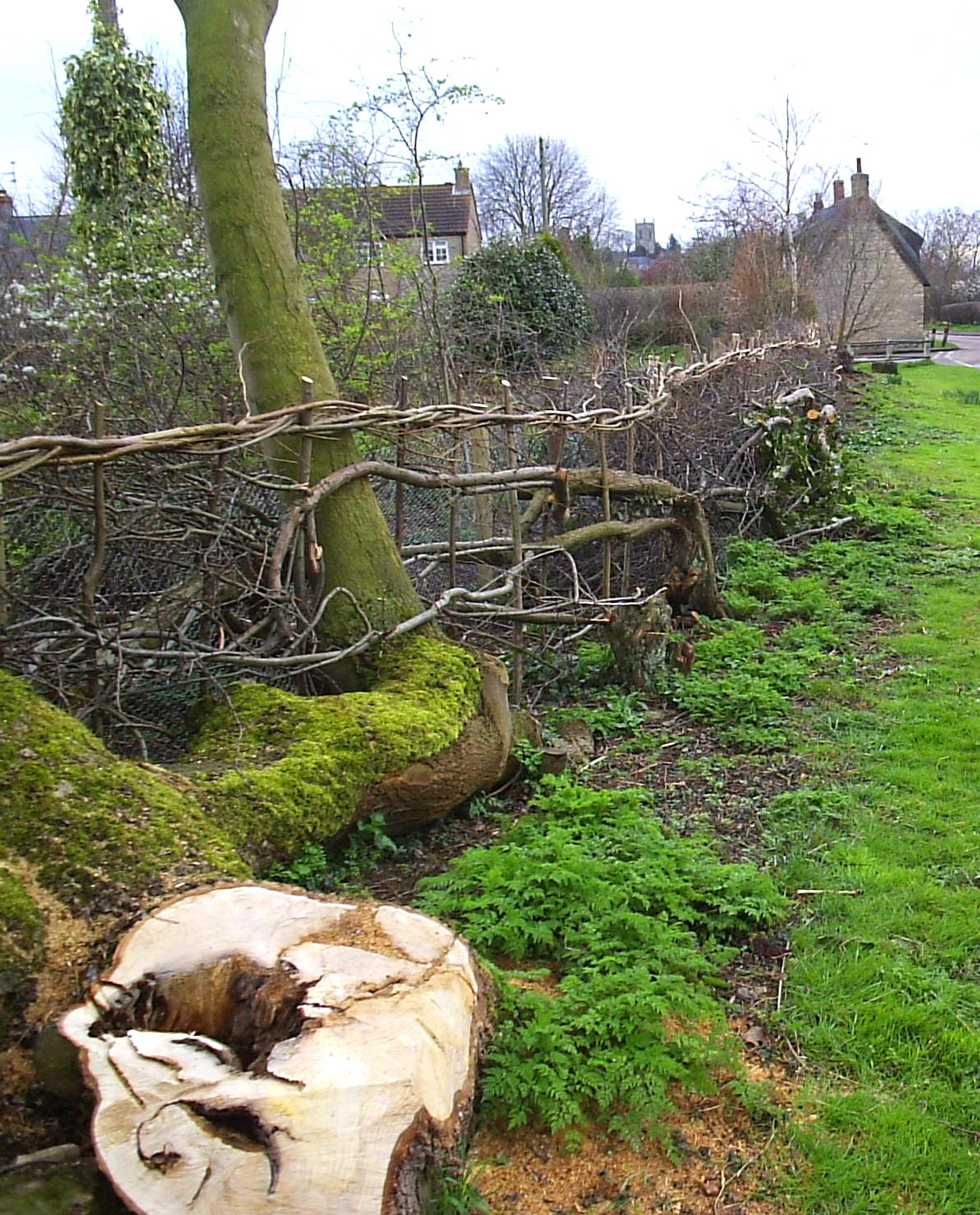
Haie plessée dans le Northamptonshire.

Le plessage est une technique traditionnelle de taille et tressage des haies vives afin de créer une clôture végétale. Une haie plessée est constituée en fendant, à proximité du sol, les troncs des arbustes ou en taillant et entrelaçant autour de pieux les rameaux des arbrisseaux qui la constituent. Les branches des arbustes fendus sont inclinées et tressées avec des piquets espacés ou bien avec certains arbustes laissés verticaux. Les rameaux sont pliés à l’horizontale et tressés de la même manière.
La haie plessée poursuit sa croissance naturelle et les arbustes fendus cicatrisent et se dédoublent.
Le plessage peut se réaliser sur des haies sauvages comprenant des arbustes de plus de 10 cm de diamètre.
Le plessage exige une bonne maîtrise technique pour que l'entaille réalisée sur le tronc de l'arbuste ne provoque pas sa rupture. Un plesseur expérimenté peut traiter une vingtaine de mètres de haie par jour.

## Origine des haies plessées

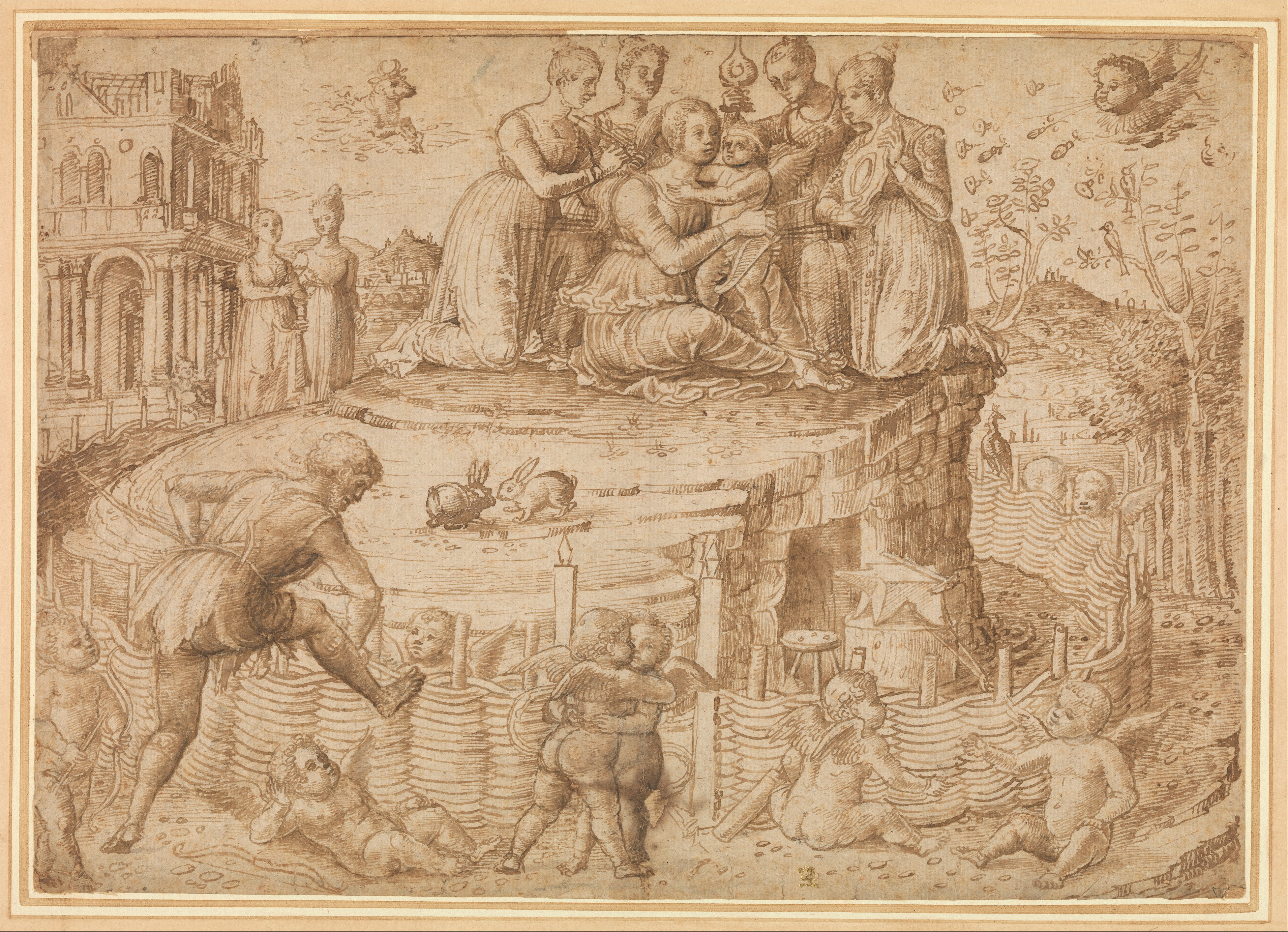
Dessin ancien montrant la construction d'une clôture circulaire (Vulcain tressant une clôture autour du mont de Vénus)

César parle des haies plessées (ou du moins d'une technique s'en rapprochant) dans la guerre des Gaules, concernant la guerre contre les Nerviens :
« Ils étaient dans l'habitude de couper de jeunes arbres, de les courber, d'y placer transversalement de nombreuses branches, et d'entremêler le tout d'épines, afin qu'à l'instar d'un mur, ces haies leurs servissent de retranchements, à travers lesquels il n'était possible ni de pénétrer, ni même de rien voir. »
Technique déjà connue des Gaulois avant la conquête romaine, elle est peu répandue au Moyen Âge, se développant surtout au XIXe siècle avec l'essor de l'élevage et l'embocagement des communaux, avant d'être progressivement abandonnée au XXe siècle où la haie vive, lorsqu'elle reste en place, est doublée d'un fil de fer barbelé (la « ronce artificielle ») ou électrique. En effet, lors des mouvements d'embocagement, les paysans enclosent leurs petites parcelles au moyen de haies sèches temporaires. Par la suite, ces haies grandes consommatrices de bois sont remplacées par des haies vives pérennes, les agronomes du XVIIIe et XIXe siècles recommandant fréquemment le plessage comme un moyen efficace à la fois pour obtenir une clôture performante (les haies non plessées employant des essences épineuses — aubépine, rosier des chiens, prunellier, ronce — étant plus dissuasives pour les hommes que pour les bovins au cuir épais), et pour produire une quantité de bois de chauffage.

## Utilisation des haies plessées
Le plessage permet d'obtenir des barrières infranchissables pour le bétail et les gros animaux. Il était donc adapté à la clôture des pâturages et cultures. On le rencontrait fréquemment dans la fermeture des potagers médiévaux qu'il protégeait de la divagation des bêtes.
Les haies plessées nécessitaient un entretien réduit car leur croissance était ralentie par l'inclinaison des troncs. Se régénérant naturellement, elles résistaient au vieillissement beaucoup mieux que les clôtures de bois mort.

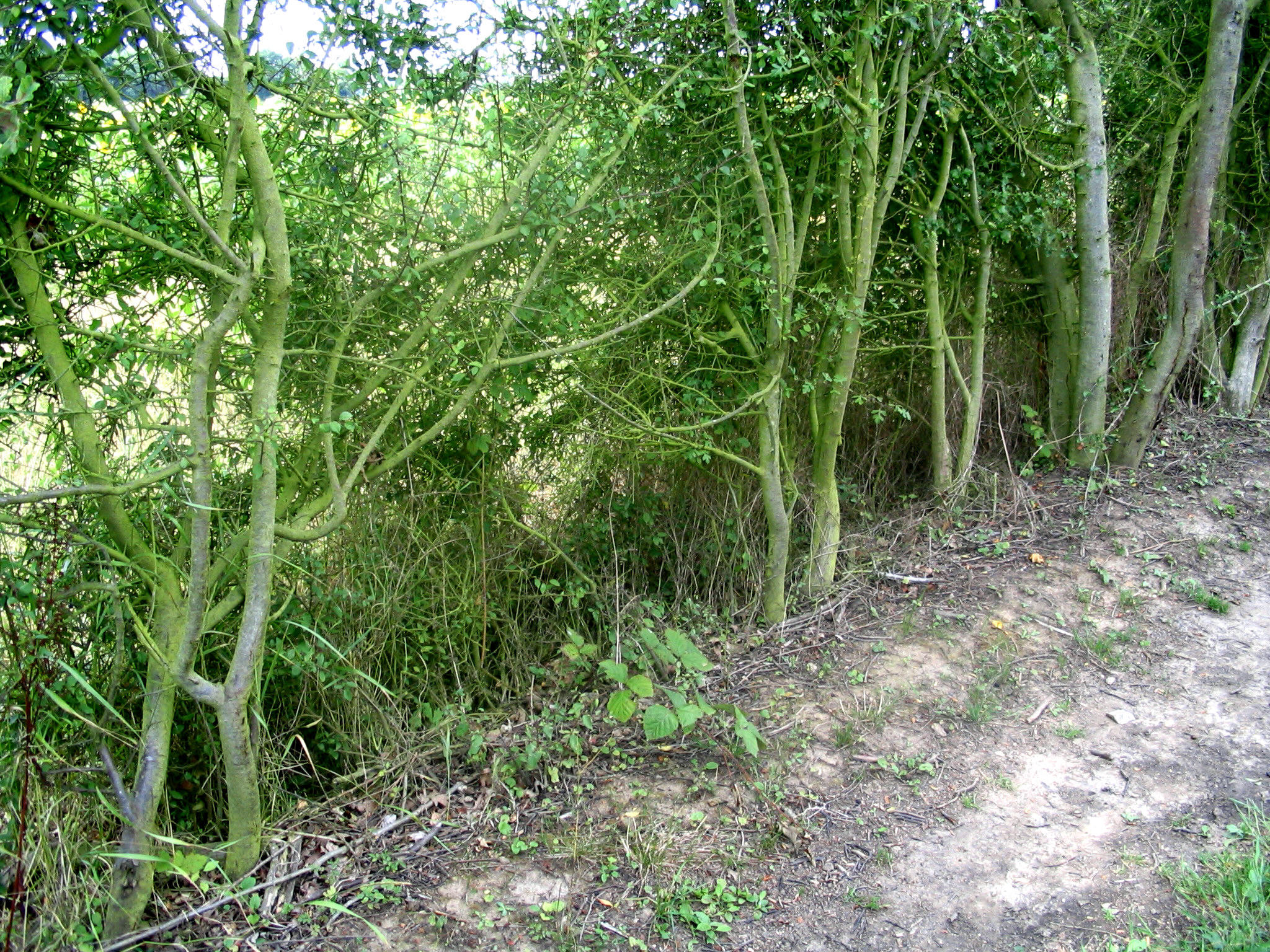
1. Préparation de la haie : réduction de l'épaisseur et ébranchage.
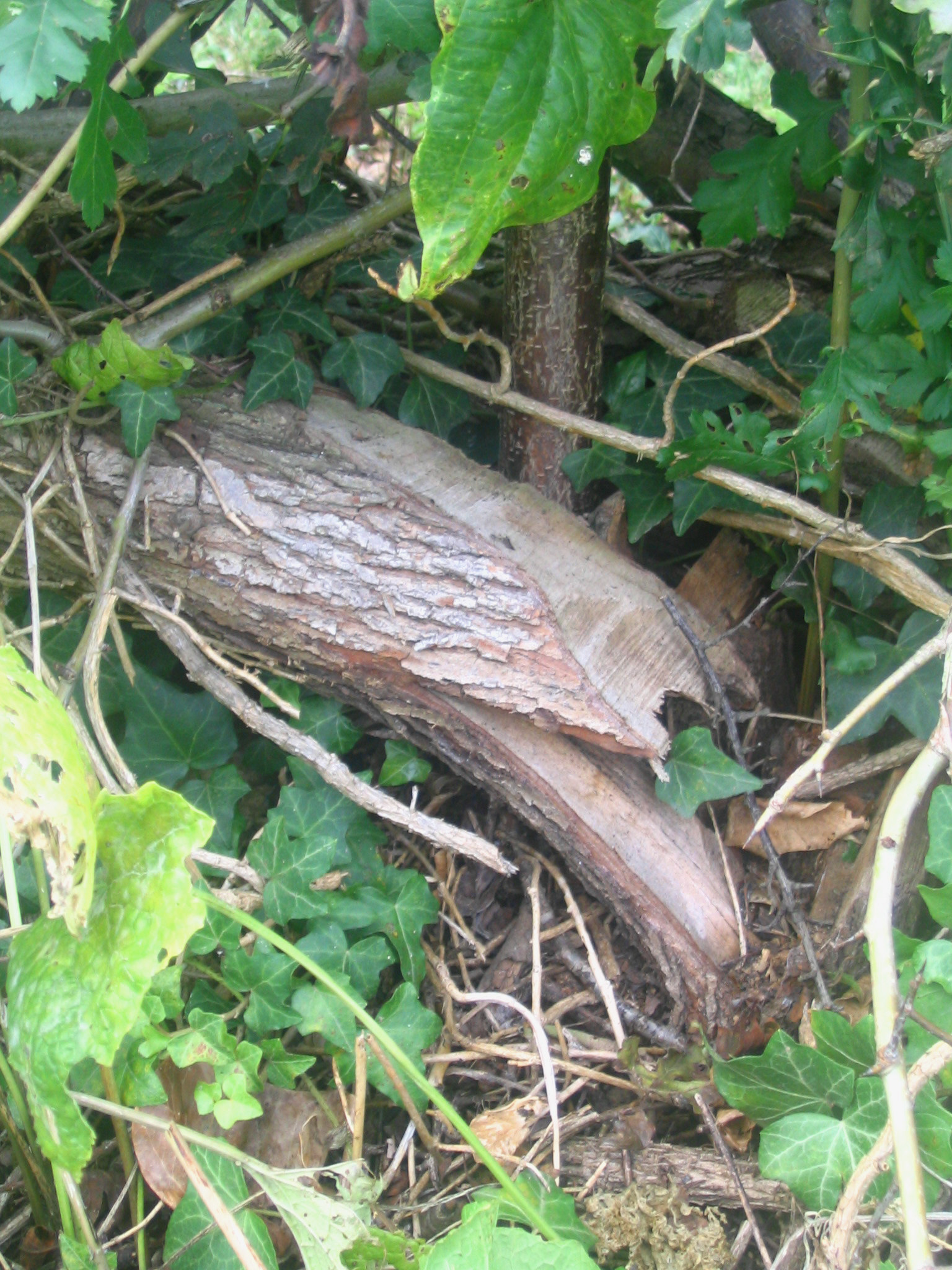
2. Incision des troncs : le bois ne doit pas être totalement rompu.
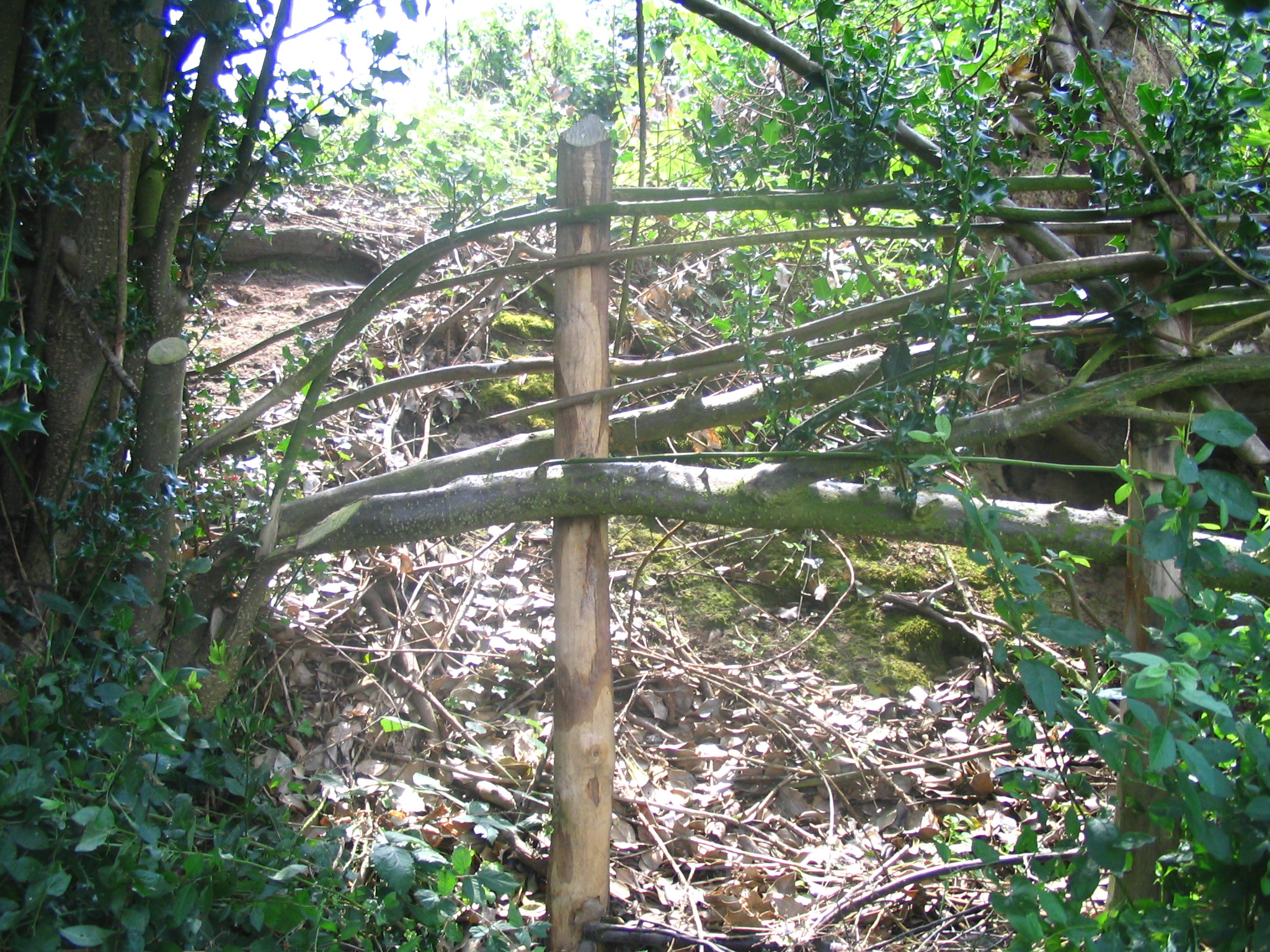
3. Inclinaison et tressage d'une branche de houx.
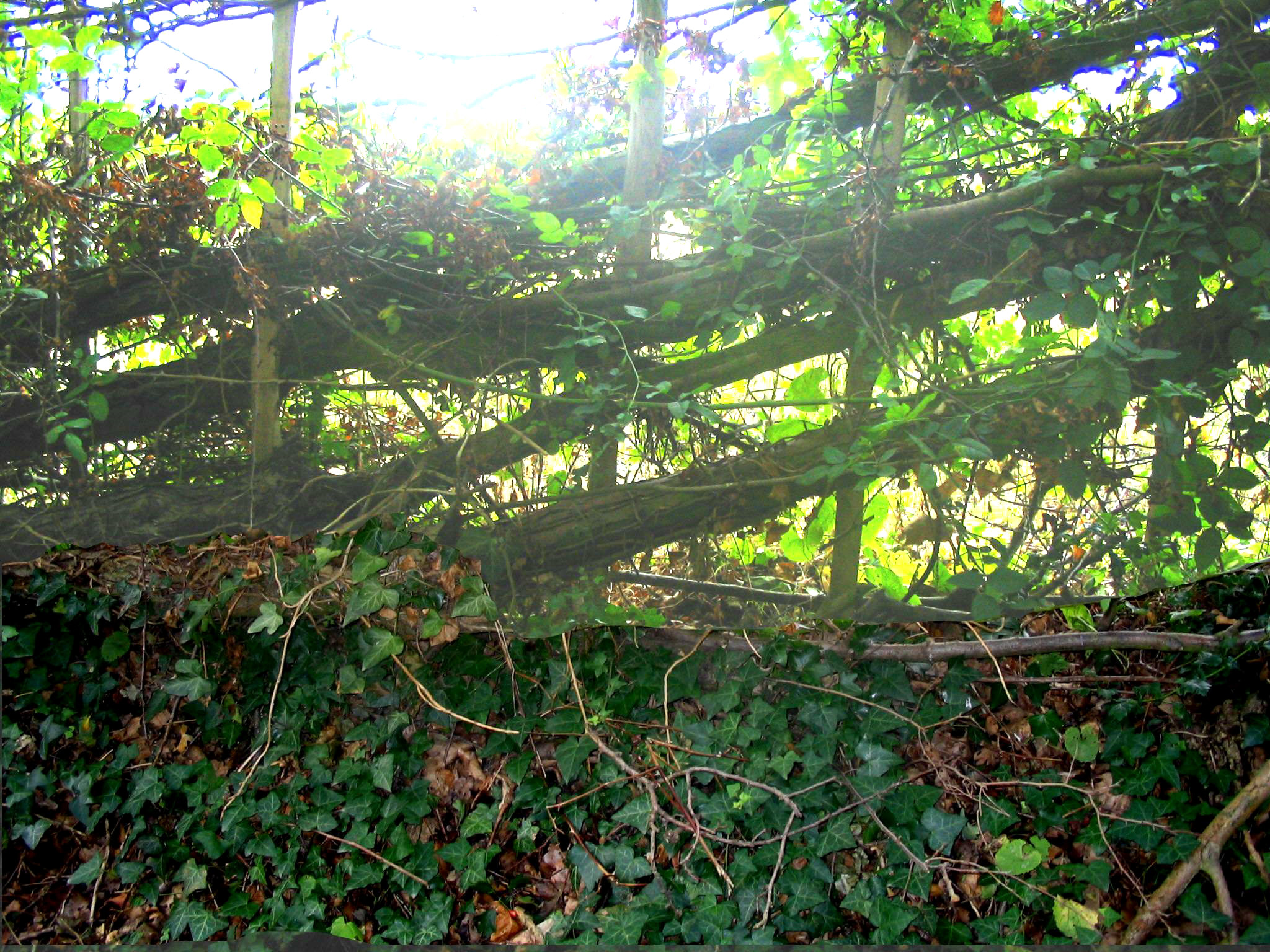
4. Le plessis ainsi obtenu devient progressivement infranchissable.

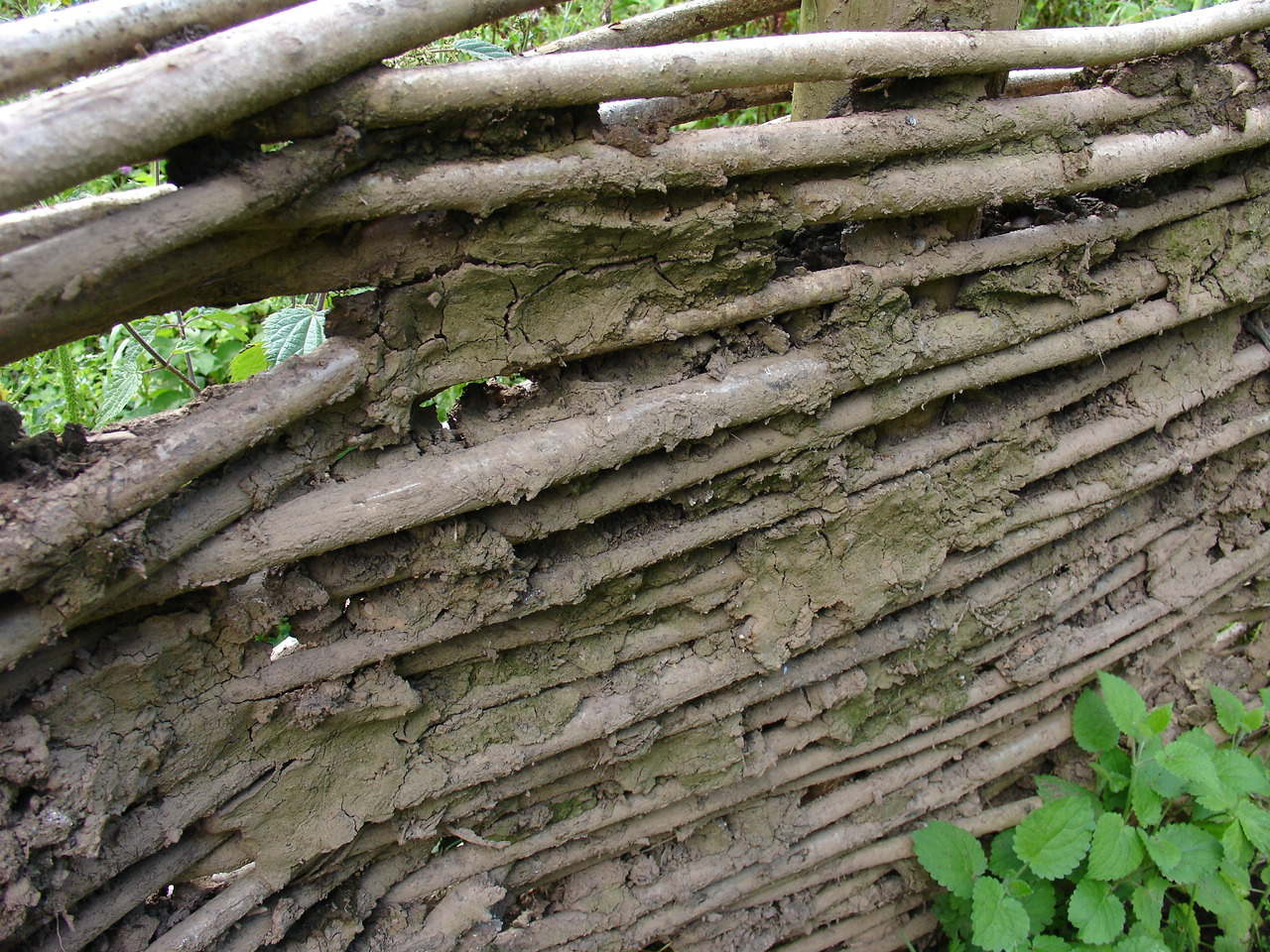
Plessis de bois sec, appelé aussi clayonnage, couvert de torchis permet de construire des murs, tels que les celtes en faisaient

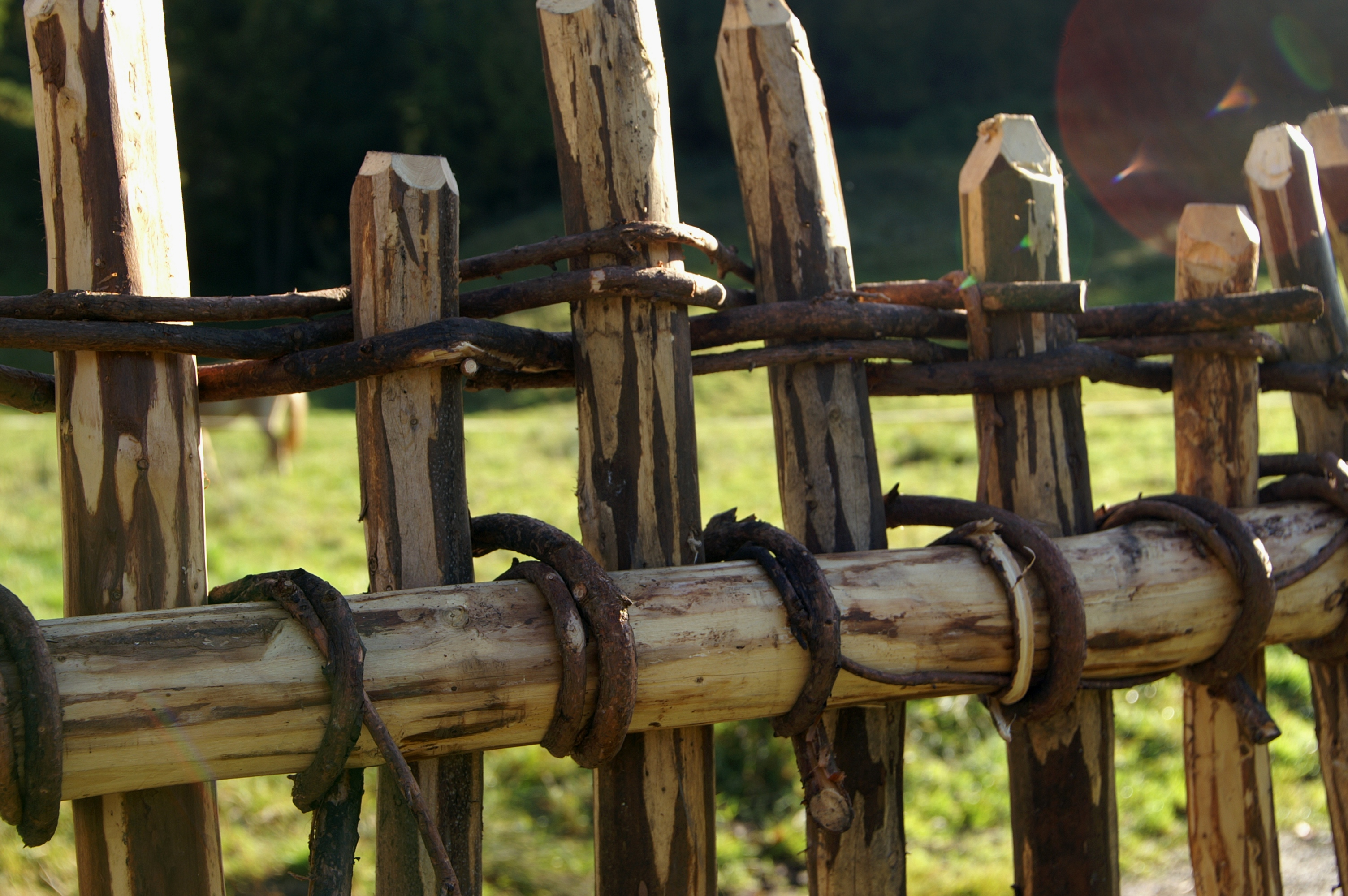
Clôture entièrement végétale évoquant le plessage, utilisant la souplesse de l'osier pour ligaturer les piquets.

## Le plessage aujourd'hui
Le plessage a presque totalement disparu de France. Quelques personnes le pratiquent encore dans le bocage bourbonnais (région de Marcillat-en-Combraille), dans le Perche, dans les Mauges, le bocage bressuirais, l'Avesnois, le Morvan et le Sancerrois. On peut également en trouver dans le département des Landes.
Le Parc naturel régional du Morvan et l'Écomusée du Morvan organisent depuis 2009 le « Mois de la Pléchie ». Durant tout le mois de mars, des bénévoles animent des ateliers de plessage afin de transmettre leur savoir-faire.
Le plessage a été conservé ou ré-introduit dans certaines régions de Grande-Bretagne, où des concours sont organisés pour choisir le plus habile plesseur.
Témoin de la fréquence passée de cette technique en France, la toponymie en a conservé largement le terme (Le Plessis-Trévise, Le Plessis-Robinson, etc.).
Certains paysagistes font du plessis avec du fer à béton qui a l'avantage de ne jamais se décomposer.

## Étymologie
Le terme est issu du bas latin *plectiāre, tresser, entrelacer (class. plectere) qui a donné l'ancien français plaissier, d'où l'ancien français plaissié « enclos formé de branches entrelacées », croisé avec un autre radical gaulois [?] *plit- qu'on peut rapprocher des termes gallois plythu, breton plezhañ (tresser).
En toponymie, Plessis désigne le plus souvent un château ou une maison seigneuriale.
On trouve le verbe plesser (entrelacer) dans le Larousse universel de 1922-1923
L'anglais pleach est un emprunt au normand pléchier équivalent de l'ancien français plaissier, qui a par ailleurs donné l'anglais plash.

## Les techniques régionales

### Les techniques flamandes

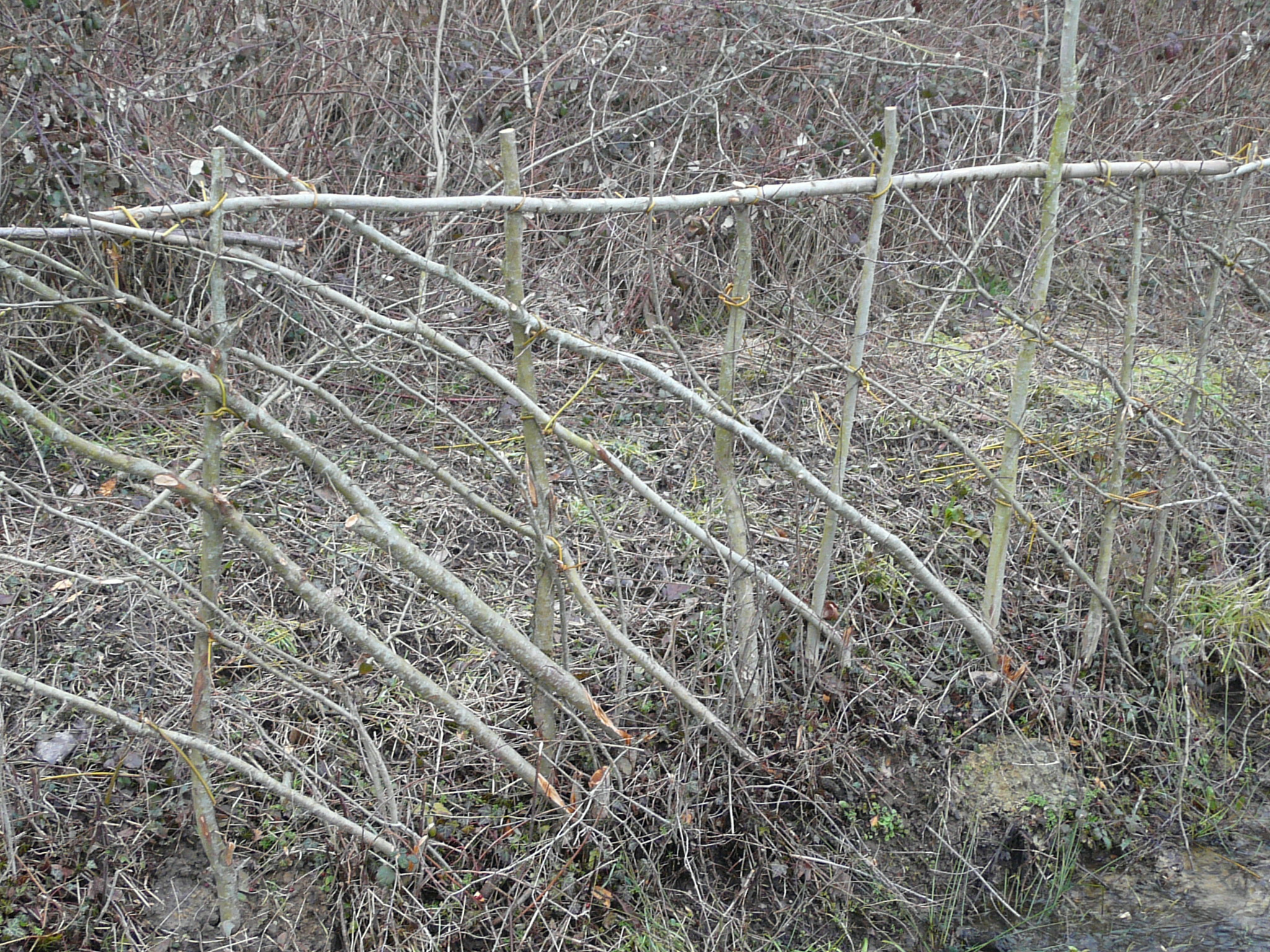
Haie plessée selon la technique flamande du plaakhaag (Wormhout).

En Flandre française, pratiquement seule l'aubépine est plessée.

#### LePlaakhaag
il n'est normalement pas nécessaire d'ajouter de piquets dans ce style. Un pied sur deux est incliné puis il est attaché aux pieds non inclinés avec des liens d'osier. les entailles sont réalisées à la base. La parure de la haie est constituée d'une simple branche de saule attachée sur le haut de la haie.

#### LeKruishaag
Ce style doit être réalisé sur des haies jeunes. Tous les pieds sont entaillés mais ils seront inclinés alternativement vers la droite puis la gauche de manière à obtenir des losanges. Les plesses sont liées entre elles avec des liens d'osier.

#### Autres techniques
Voir Hedgelaying pour les techniques régionales utilisées au Royaume-Uni et Haie vive tressée pour la Zerralia du Pays Basque.

### Vidéographie
- Parc Naturel Régional du Morvan, « Les haies plessées - Gestes, paroles et savoir-faire de Morvandelles et de Morvandiaux – PnrMorvan », 3 août 2023 (consulté le 9 décembre 2024)